# Sphagesauridae
Famille
Genres de rang inférieur
- † Adamantinasuchus Nobre et Carvalho[1], 2006
- † Yacarerani Novas et al.[2], 2009
- † Caipirasuchus Iori et Carvalho[3], 2011
- † Sphagesaurus Price[4], 1950, genre type
- † Armadillosuchus Marinho et Carvalho[5], 2009
- † Caryonosuchus Kellner et al.[6], 2011

Les Sphagesauridae, les sphagesauridés en français, forment une famille éteinte de crocodyliformes, un clade qui comprend les crocodiliens modernes et leurs plus proches parents fossiles. Il est rattaché au sous-ordre des Notosuchia (ou notosuchiens en français) et au clade des Ziphosuchia.
Ces Crocodyliformes terrestres, de 0,50 à 2 mètres de long, possèdent des mâchoires et des dents qui ressemblent à celles des mammifères, bien qu'ils ne soient pas liés à ce groupe.

## Étymologie
Le nom de la famille lui est donné par le genre type Sphagesaurus.  

## Description

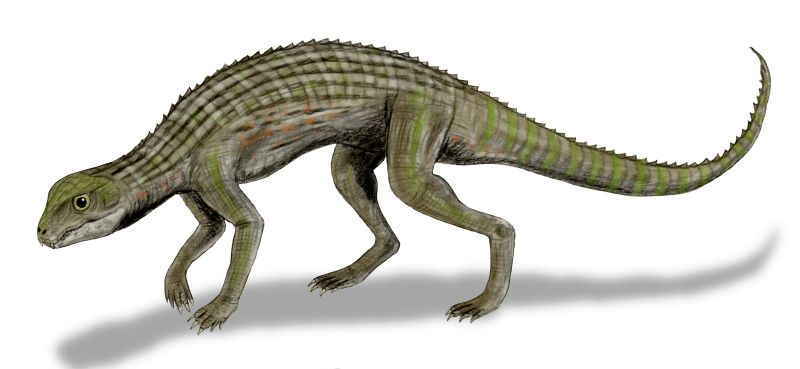
Vue d'artiste
d'Adamantinasuchus navae.

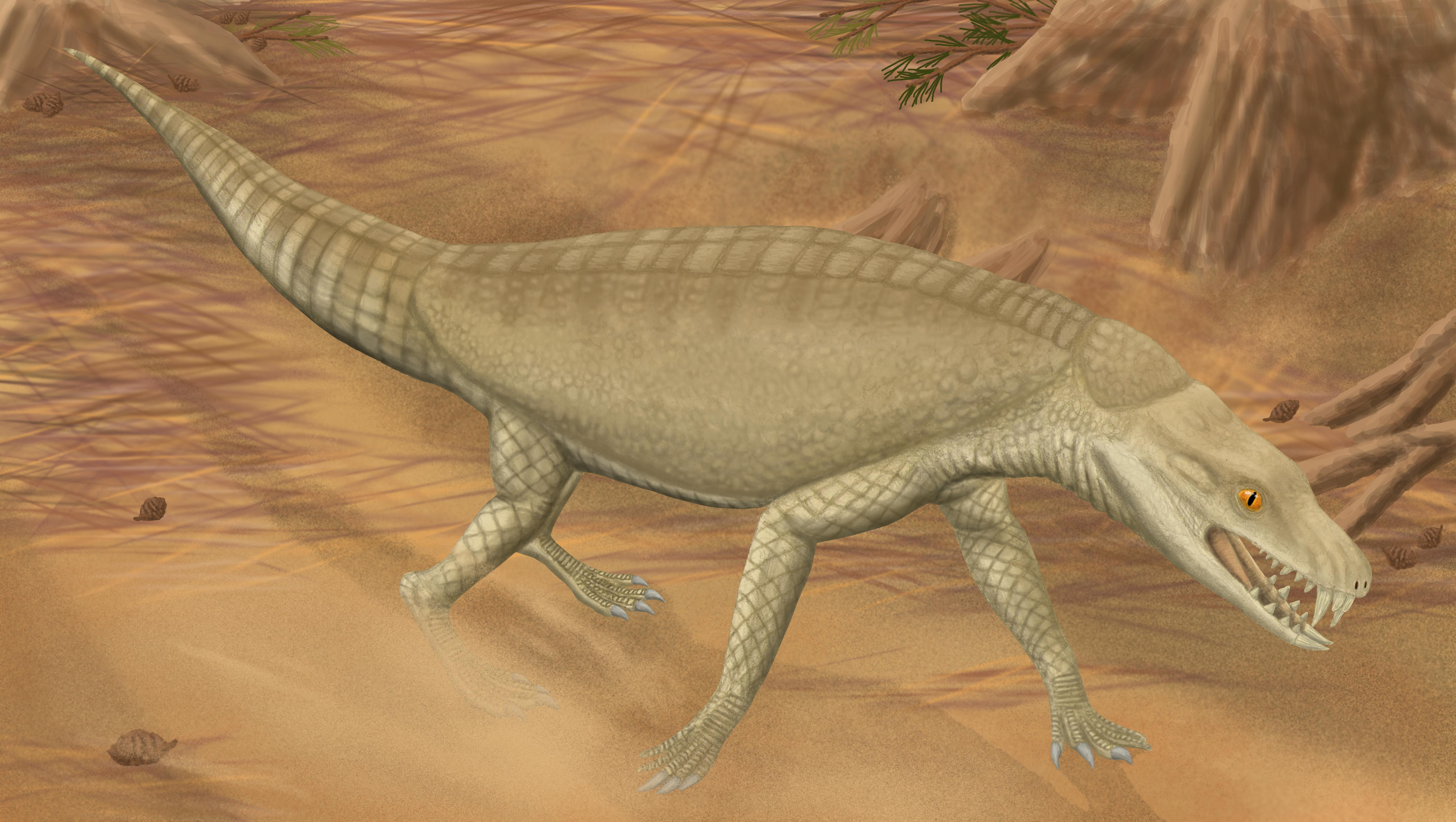
Vue d'artiste
d'Armadillosuchus.

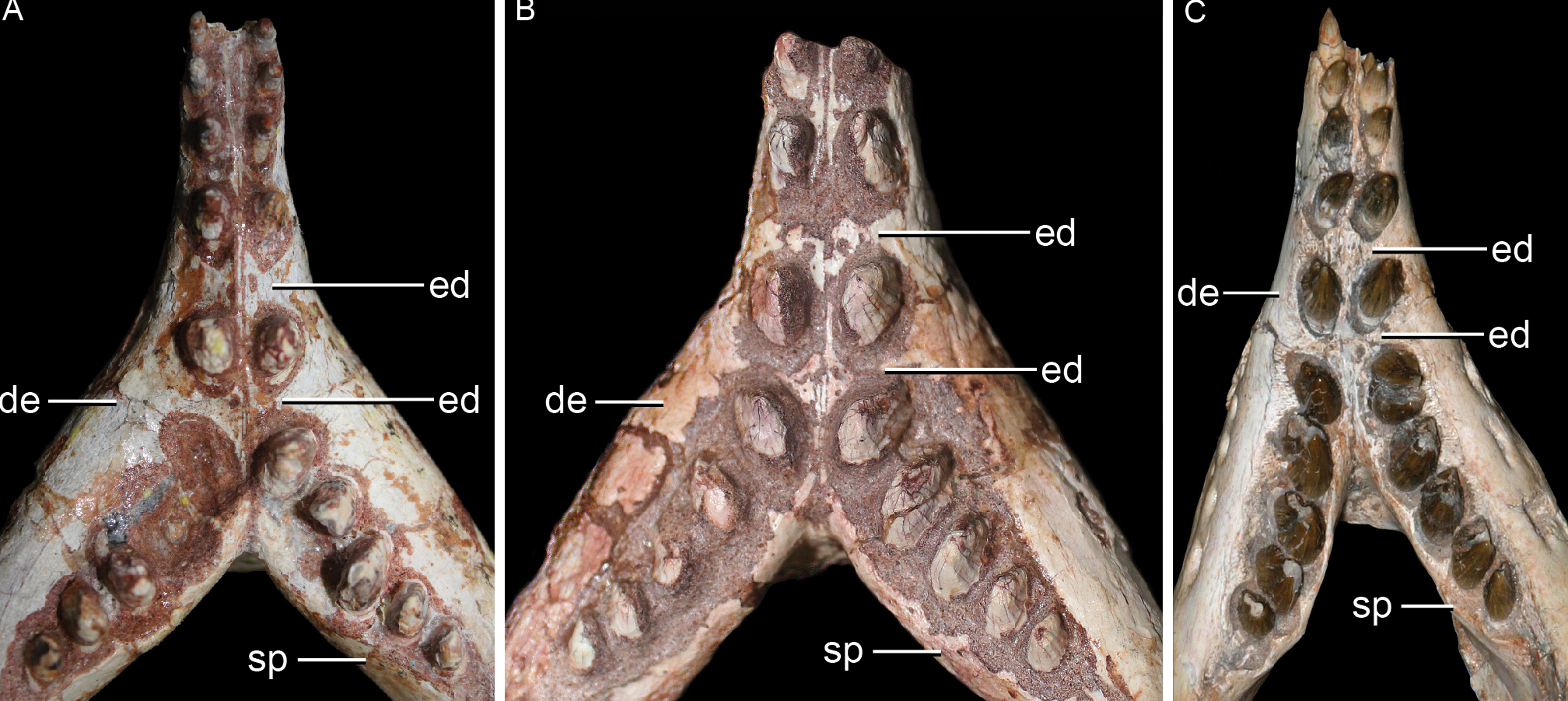
Symphyse mandibulaire
des trois différentes espèces du genre Caipirasuchus.

Ce sont des Crocodyliformes qui ont vécu sur le supercontinent du Gondwana à la fin du Crétacé supérieur, ils ne sont connus à ce jour qu'au Brésil entre le Turonien et le Maastrichtien, , soit il y a environ entre 93,9 et 66,0 millions d'années. Cinq des six genres proviennent de la formation géologique d'Adamantina, connue pour l'abondance de ses fossiles de vertébrés terrestres.

## Liste des genres
- † Adamantinasuchus Nobre et Carvalho[1], 2006. Formation d'Adamantina du Crétacé supérieur du Brésil, dont l'âge plus précis est discuté entre le Turonien et le Maastrichtien. Selon Judd A. Case en 2017[9], la formation daterait du Maastrichtien (au sommet du Crétacé supérieur), soit il y a environ entre 72,2 à 66,0 millions d'années ;
- † Yacarerani Novas et al.[2], 2009. Formation de Cajones du Brésil datée du Turonien au Santonien, soit il y a environ entre 93,9 à 83,6 millions d'années ;
- † Caipirasuchus Iori et Carvalho[3], 2011.Formation d'Adamantina du Crétacé supérieur du Brésil[9] ;
- † Sphagesaurus Price[4], 1950, genre type. Formation d'Adamantina du Crétacé supérieur du Brésil[9] ;
- † Armadillosuchus Marinho et Carvalho[5], 2009. Formation d'Adamantina du Crétacé supérieur du Brésil[9] ;
- † Caryonosuchus Kellner et al.[6], 2011. Formation d'Adamantina du Crétacé supérieur du Brésil[9].

## Classification
Les Sphagesauridae sont des Notosuchia placés dans le clade des Ziphosuchia.